# Baives
Baives é uma comuna francesa na região administrativa de Altos da França, no departamento do Norte. Estende-se por uma área de 7.98 km². Em 2010 a comuna tinha 172 habitantes (densidade: 21,6 hab./km²).